# Сайфутдинов, Рифкат Имамович
Сайфутдинов Рифкат Имамович (тат.: Рифкать улы Имам Сәйфетдинов; род. 19 октября 1948, Москва) — советский и российский композитор, аранжировщик, певец. Создатель Татарского ансамбля «Байрам» при Московской областной филармонии. Художественный руководитель ансамбля (1986—1991 гг). Автор знаменитой татарской песни «Сагынам сине, Питрәч», которую до 1991 года, в дуэте  исполняли сам Рифкат Сайфутдинов и Хания Фархи.

## Биография
Родился 19 октября 1948 года в Москве, в семье военнослужащего. Отец — Сайфутдинов Имам Кашапович родился в деревне Урта Болтай Апастовского района РТ, 15 января 1915 года. Мать — Сайфутдинова Рабига Ярулловна (девичья фамилия Хайруллина), родилась в деревне Яна Узюм Арского района РТ, 15 декабря 1915 года. В 1955 году пошёл в общеобразовательную школу, (одновременно с этим в 1961-м году закончил 2 класса музыкальной школы по специальности «скрипка») Далее, поступил в авиационный техникум имени Годовикова в 1963 году, и сразу после окончания техникума поступил в ВЗМИ (Всесоюзный заочный машиностроительный институт) в 1967 году и закончил его в 1973 году без отрыва от производства. Работал мастером цеха и позже инженером-технологом. Сразу после защиты диплома летом 1973 года, решил поменять специальность на музыкальную, так как был приглашён в популярный в то время ВИА «Весёлые ребята». Работал в ансамбле до весны 74-го года. Прошёл службу во внутренних войсках имени Ф, Дзержинского в 1974-75 гг. Проходил службу в качестве музыкального руководителя в ансамбле песни и пляски дивизии имени Дзержинского, и стал работать музыкантом в московском объединении музыкальных ансамблей — МОМА. В 1976 году, поступил в музыкальное училище г. Электросталь на джазовое отделение по классу гитары. Успешно закончил его в 1980 году. В 1983 году поступил на заочное отделение Казанской Государственной Консерватории на оркестровое отделение и успешно закончил консерваторию в 1988 году (Педагог — Сабирьянов Идрис Фидаевич).

## Творческая деятельность
После 2-х годичного обучения на скрипке, Сайфутдинов стал усиленно обучаться игре на аккордеоне. Затем увлёкшись серьёзной джазовой музыкой в 1964 году, был принят в джазовый оркестр клуба им. Горбунова. Занимался там ровно год и был пианистом этого оркестра. Там же познакомился с Александром Градским. Освоил такие музыкальные инструменты, как : кларнет, саксофон, фортепиано, гитару. В 1967 году в Химках был приглашён в музыкальный театр в момент его создания Валерием Сухорадо, в качестве музыкального руководителя. Позже этот молодёжный театр в Химках был назван «Эврика», В 1969 году В.Сухорадо покинул коллектив и худруком стал Рифкат Сайфутдинов, который реформировал театр в ВИА «Эврика».
В 1967 году коллектив принимал участие в ТВ-передаче, посвящённой открытию ТЦ «Останкино», с своей авторской инструментальной пьесой.
В 1968 году, ВИА «Эврика» стали дипломантами московского джазового фестиваля. Народный артист СССР — Леонид Осипович Утёсов лично вручал награды всем победителям, в том числе и худруку ансамбля.
В 1969 году «Эврика» дважды принимала участие в телепрограмме КВН
В 1970-1971 годах ВИА «Эврика» стал лауреатами ТВ-конкурса «Алло, мы ищем таланты!» по Москве и Московской области. Продолжали участие в разных ТВ-программах до финала, до лета 1971 года, Вместе с ВИА «Ялла», которых ещё никто не знал. С авторскими песнями Р. Сайфутдинова: «Скоморохи» и «О Василисе»
В 1972 году, ВИА стал дипломантом Московского фестиваля комсомольской песни с авторскими песнями Р. Сайфутдинова «О Василисе» и «Скоморохи».
Летом 1973 года Рифкат Сайфутдинов, поступил в ВИА «Весёлые ребята» (худрук — Павел Слободкин), в качестве саксофониста. Записана пластинка, в которой Сайфутдинов принимал участие в её записи. После службы в армии продолжил сочинение своих песен. Был зарегистрирован в 1977 году в ВААП (Всесоюзное агентство по авторским правам, после 1991-го РАО), по творческому профилю «композитор». Первая запись авторской музыки произошла в главном офисе Всесоюзного радио. Записал свою музыку и песни к радиоспектаклю «История одной любви» по биографии К. Симонова. Там позже познакомился с певцом Ренатом Ибрагимовым, который стал близким другом композитора, до конца жизни Ибрагимова.
В 1980-83 гг композитором записано с Ренатом Ибрагимовым, несколько грампластинок — миньонов, а также гигантов с песнями на стихи разных, широко известных поэтов, таких, как : Андрей Дементьев, Онегин Гаджикасимов, Владимир Харитонов. Все они вошли в историю отечественной эстрады с такими песнями, как «День Победы», «Мой адрес — Советский Союз», «Восточная песня», «Лебединая верность» и т. д.
В 1986 году, Рифкату Сайфутдинову, поступило предложение от московской филармонии создать татарский ансамбль. Он не просто осуществил эту идею, дав ансамблю название «Байрам», а создал такой ансамбль, который исполнял только песни одного композитора — Рифката Сайфутдинова. Под руководством Рифката Сайфутдинова работали с самого начала Неля Фатехова (тат. Наилә Фатехова), Мирсаид Сунгатуллин (тат. Мирсәет Сөнгатуллин), в дальнейшем — Равиль Харисов, Хания Халидуллина и иногда, Ренат Ибрагимов, в частности во время гастролей в Бельгию. В 1988 году «Байрам», стал дипломантом фестиваля «Татарская Песня — 1988», который проводился Министерством Культуры ТАССР. 
В 1988 году выходит в продажу авторский виниловый диск-гигант с авторскими песнями Р. Сайфутдинова в исполнении Альберта Асадуллина, Рената Ибрагимова, Риммы Ибрагимовой и Равиля Харисова. После августовского переворота в 1991 году, прекратил гастрольные поездки, передал руководство ансамблем Хание Фархи, в том числе и возможность использовать бренд «Байрам».
Начиная с 1991 года с Ренатом Ибрагимовым, приняли участие в Италии на фестивале а городе Тоди.
1992 год : июнь — ноябрь. Работа на Кипре в качестве музыканта с ансамблем и певицей из Болгарии.
1993—1995 гг. Работа с певицей Натальей Кныш в Москве. Три раза принимали участие в ТВ-передачах «Шире круг» и «Золотой шлягер». Шоу-дуэт «Наташа и Рифкат», так же запись песен на радио в Доме Звукозаписи.
1996 год : Небольшая работа в США. В Нью-Йорке, запись в студии Михаила Гулько.
1997 год : Коммерческая поездка по Европе: Нидерланды, Люксембург, Прага
1999 год : Приглашён Ренатом Ибрагимовым руководителем ансамбля в «Газпром». записываются разные песни, в том числе и Сайфутдинова.
2003 год : Гастроли во Вьетнам.
В 2005 году был приглашён в Казань по линии Минкульта, для записи песни певцом Салаватом Фатхетдиновым «Сагынам атларымна» на слова поэта Роберта Минуллина к открытию ипподрома. Был лично приглашён Народным Артистом РТ -Салаватом Фатхетдиновым, на его концерт.
В 2007 году был приглашён Юрием Куклачёвым в его театр в качестве режиссёра и музыкального руководителя. За время работы 2007—2011 гг. страны: ФРГ: Берлин, Мюнхен, Кёльн, Дрезден, Райсхаузен, Карлсруе; США : Лос — Анджелес Сан-Франциско, Филадельфия, Нью-Йорк.
В том же 2007-м был приглашён на всемирный фестиваль в Берлин «Popcomm» в качестве менеджера, где продал свои аранжировки татарских народных песен на лондонское радио в ротацию.
В 2021 году опубликовал цикл воспоминаний, про певицу Ханию Фархи.
В июне 2025 года,  Татарстанское интернет- издание ,,Инде'', выпустило материал журналистки Альбины Ахатовой ,,Мечтают ли татары об электропопе?'' Спецматериал к переизданию самобытной татарской пластинки фирмы «Мелодия». В материале, Рифкат Сайфутдинов рассказывает о том, как шла работа над грампластинкой ,, С песней любви по жизни'', которая была выпущена фирмой ,, Мелодия'' в 1989 году, а затем была переиздана в 2025 году.
В настоящее время на пенсии.

## Фотогалерея

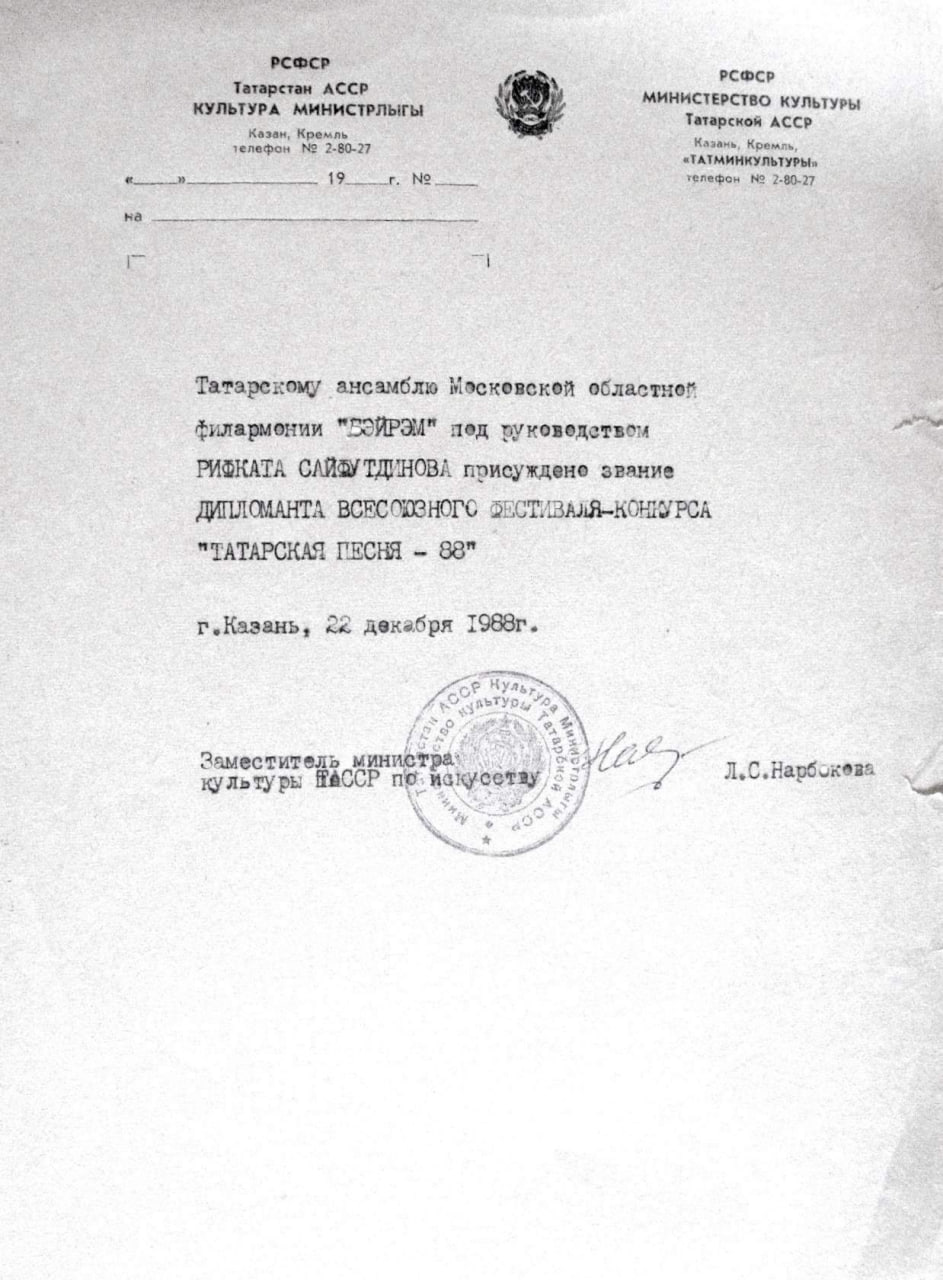
Фестиваль «Татарская Песня». 1988 год.
Афиша фестиваля джазовой музыки
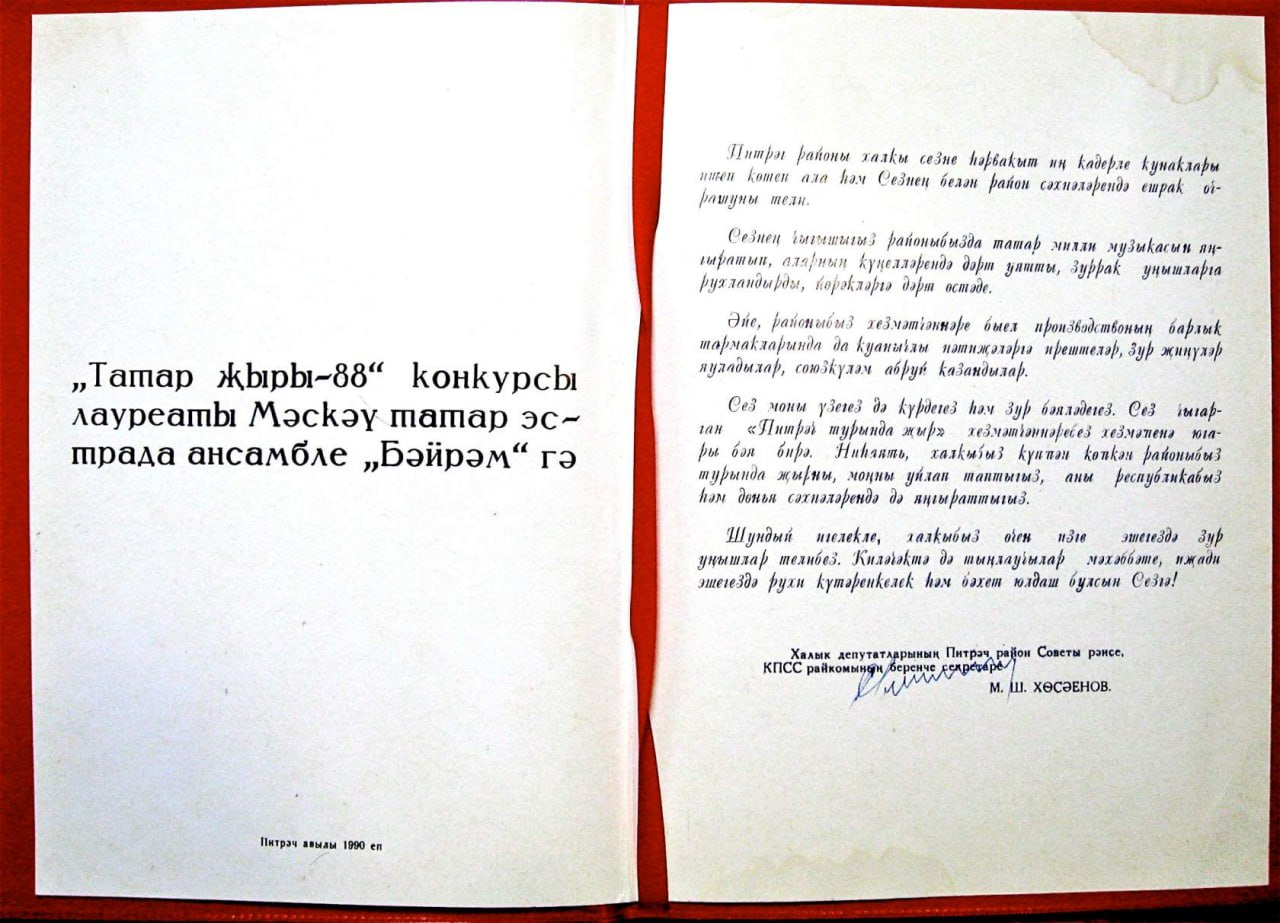
Благодарственное письмо 1 секретаря Пестречинского Райкома ТАССР — М. Ш. Хусаинова. 1989 год.
ВИА «Эврика». Запись на ЦТ СССР. 1970 год
ВИА «Эврика»
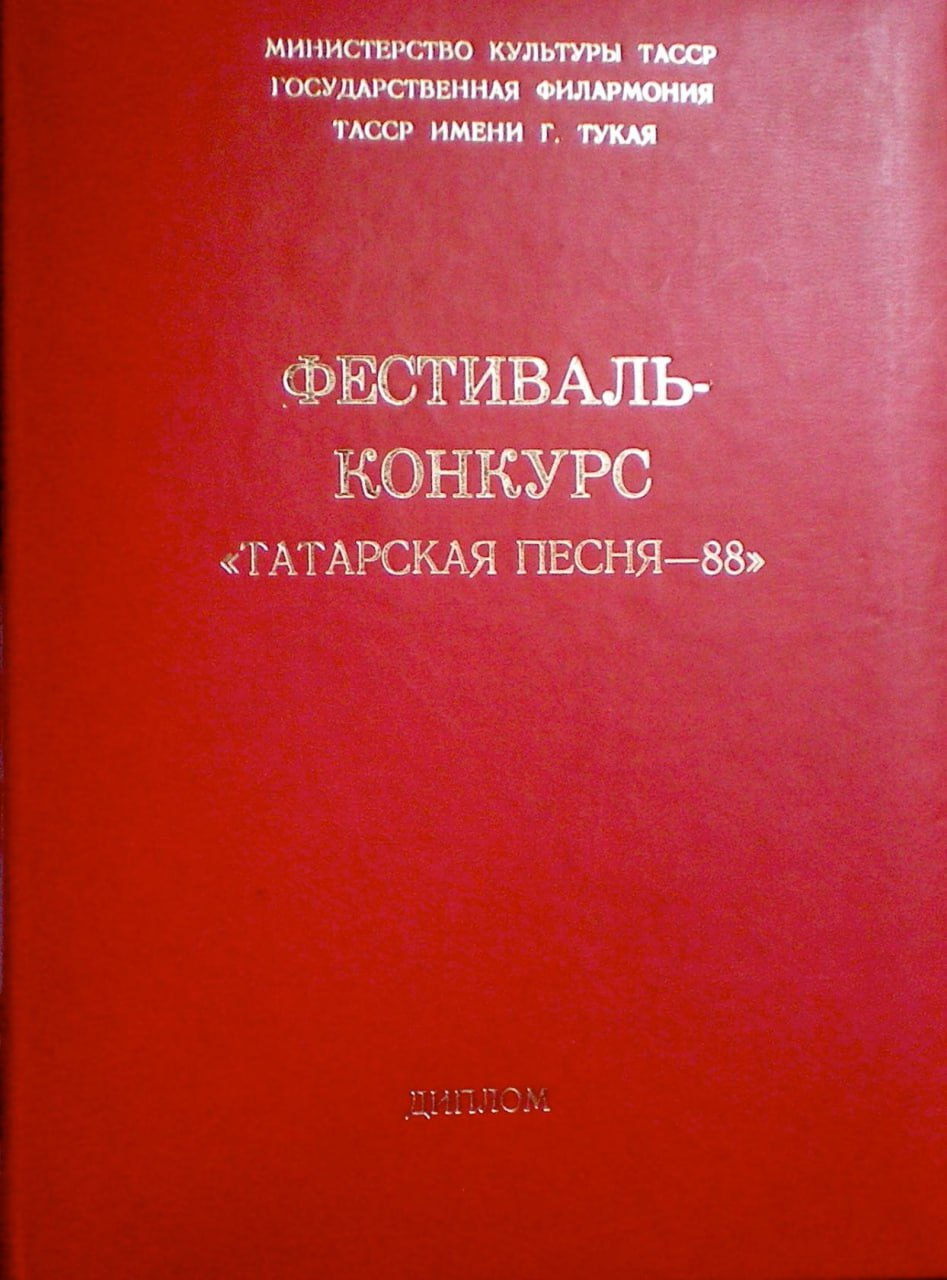
ВИА «Байрам» — дипломант фестиваля «Татарская песня». 1988 год
Авторская пластинка песен Рифката Сайфутдинова. ВСГ «Мелодия»
Плакат ВИА «Эврика»